# Roberto Grau (scacchista)
Roberto Gabriel Grau (Buenos Aires, 18 marzo 1900 – Buenos Aires, 12 aprile 1944) è stato uno scacchista argentino, cinque volte campione nazionale (1927, 1928, 1934, 1935 e 1938).

## Biografia
Partecipò con la nazionale argentina a quattro olimpiadi degli scacchi dal 1927 al 1939 (tre volte in prima scacchiera), realizzando complessivamente 23 vittorie, 30 pareggi e 22 sconfitte (espresso in gergo tecnico: +23 =30 –22 che corrisponde a +1 finale).
Partecipò al grande Torneo di San Remo 1930, vinto da Aleksandr Alechin, classificandosi 15º.
Fu tra i firmatari dell'atto costitutivo della FIDE a Parigi nel 1924.

## Risultati
- 1922: 1º a Montevideo nel primo Torneo Sudamericano
- 1923: 1º a Buenos Aires
- 1924: 2º dietro Max Euwe a Parigi
- 1925: =2º con Reca a Montevideo
- 1928: vince il 1º torneo di Mar del Plata
- 1929: 1º a Rosario
- 1930: 2º-3º a Buenos Aires (vinse Virgilio Fenoglio)
- 1934: 2º a Mar del Plata dietro ad Aaron Schwartzman
- 1939: 4º a Rio de Janeiro